# Гобой д'амур
Гобой д'амур (італ. oboe d'amore, дослівно — гобой любові) — дерев'яний духовий інструмент, схожий на звичайний гобой. Відрізняється дещо більшим розміром в порівнянні з ним, і дає менш напористий і більш м'який і спокійний звук.
Діапазон — від соль малої октави до ре третьої. Гобой д'амур був винайдений в XVIII столітті і вперше використаний Крістофом Граупнером в творі нім. Wie Wunderbar IST Gottes Gut. Йоганн Себастьян Бах написав багато п'єс — концерти, кантати, частина «In Spiritum Sanctum» в Мессі сі мінор — для цього інструменту. Георг Філіп Телеман також іноді застосовував цей інструмент.
Після падіння популярності в кінці XVIII століття а гобой д'амур практично не вживався авторами впродовж майже 100 років. Однак такі композитори, як Ріхард Штраус, Клод Дебюссі, Моріс Равель, Шарль Кеклен, Фредерік Деліус почали знову використовувати інструмент у своїх творах. Найвідомішим твором із соло гобою д'амур імовірно є «Болеро» Моріса Равеля .